# Afinação Nashville

Nashville tuning.

A afinação Nashville não é propriamente uma mudança na altura da afinação das notas das cordas soltas em um violão, mas a prática de, num violão com cordas de aço, trocar-se as quatro cordas mais graves — E, A, D e G — por outras mais leves, permitindo afiná-las uma oitava acima da afinação padrão. Isto é geralmente conseguido usando-se os pares leves de um jogo de 12 cordas, somente com as cordas leves no lugar das superiores. Esta configuração de cordas mais altas deixa o som do instrumento com uma textura mais cintilante.
As canções "Hey You", do álbum The Wall de Pink Floyd, e "Dust in the Wind", do álbum Point of Know Return de Kansas, são duas das mais conhecidas a usar a afinação Nashville. Em "Hey You", David Gilmour ainda trocou a corda E mais grave pela segunda E do par leve, fazendo com que ela ficasse afinada duas oitavas acima. Já na canção "Wild Horses", do álbum Sticky Fingers dos Rolling Stones, Keith Richards toca um violão de 12 cordas enquanto Mick Taylor toca simultaneamente um com afinação Nashville.